# Monstrilla spinosa
Monstrilla spinosa is een eenoogkreeftjessoort uit de familie van de Monstrillidae. De wetenschappelijke naam van de soort is voor het eerst geldig gepubliceerd in 1967 door Park.